# Goose Gossage
Richard Michael Gossage, detto Goose (Colorado Springs, 5 luglio 1951), è un ex giocatore di baseball statunitense di ruolo lanciatore di rilievo nella Major League Baseball (MLB). È stato introdotto nella National Baseball Hall of Fame nel 2008.

## Carriera
Nel corso dei suoi 22 anni di carriera (dal 1972 al 1994), Gossage lanciò per nove diverse squadra, disputando le sue migliori annate con i New York Yankees, con cui vinse le World Series nel 1978, e i San Diego Padres. Il soprannome "Goose" fu inventato da un amico a cui non piaceva il precedente, "Goss", e notò che si muoveva come un'oca (goose in inglese) quando allungava il proprio collo per leggere i segnali del catcher mentre stava per lanciare.
Tra la fine degli anni settanta e l'inizio degli anni ottanta, Gossage incarnò una delle prime versioni del moderno closer, con i baffoni e un atteggiamento burbero che si accoppiavano a una rapida fastball per chiuedere le partite. Guidò l'American League in salvezze per tre volte e si classificò al secondo posto per due volte; nel 1987 era al secondo posto nella storia della MLB per salvezze in carriera, dietro solo a Rollie Fingers, anche se al termine della carriera il suo totale di 310 fu il quarto risultato di sempre.A l momento del ritiro era anche terzo della storia per gare lanciate (1.002) e rimane al terzo posto per vittorie come lanciatore di rilievo (115) e inning lanciati in rilievo (1.556⅔); i suoi 1.502 strikeout lo pongono dietro solo a Hoyt Wilhelm tra i lanciatori che hanno giocato principalmente come rilievo. Per contro, è anche il leader negativo in salvezze sprecate (112). Tra il 1977 e il 1983 non ebbe mai una media PGL sopra 2.62, con un minimo di 0.77 nel 1981. Nel 1980 si classificò al terzo posto nel premio di MVP dell'American League e del Cy Young Award, con gli Yankees che vinsero il titolo di division.
Noto per il suo impatto nelle partite cruciali, Gossage fece registrare l'ultima eliminazione che diede alle sue squadre un titolo di division, di lega o le World Series sette volte. Le sue otto convocazioni all'All-Star Game come lanciatore di rilievo erano un record finché non furono superate da Mariano Rivera nel 2008. In un'occasione fu selezionato anche come lanciatore partente. Dopo la carriera sportiva ha intrapreso la carriera di commentatore televisivo.

## Palmarès

### Club
- World Series: 1

New York Yankees: 1978

### Individuale
- MLB All-Star: 9

1975–1978, 1980–1982, 1984, 1985
- Leader dell'American League in salvezze: 3

1975, 1978, 1980
- Lanciatore di rilievo dell'anno: 1

1978